# Caroline Bardua

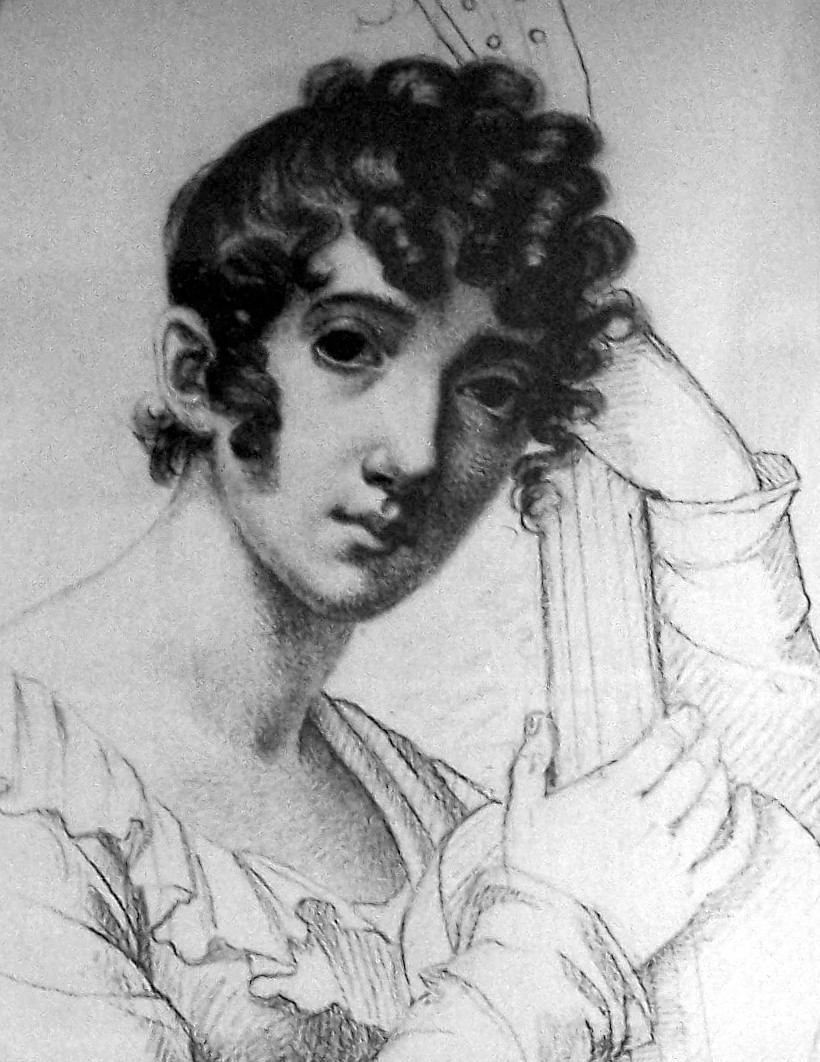
Caroline Bardua: Selbstbildnis mit Gitarre, 1822 Kügelgenhaus – Museum der Dresdner Romantik

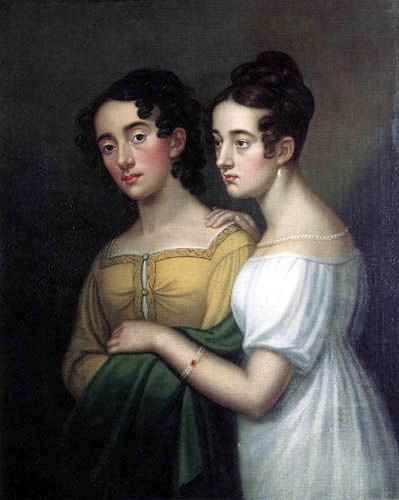
Selbstbildnis mit Schwester Wilhelmine, 1817.

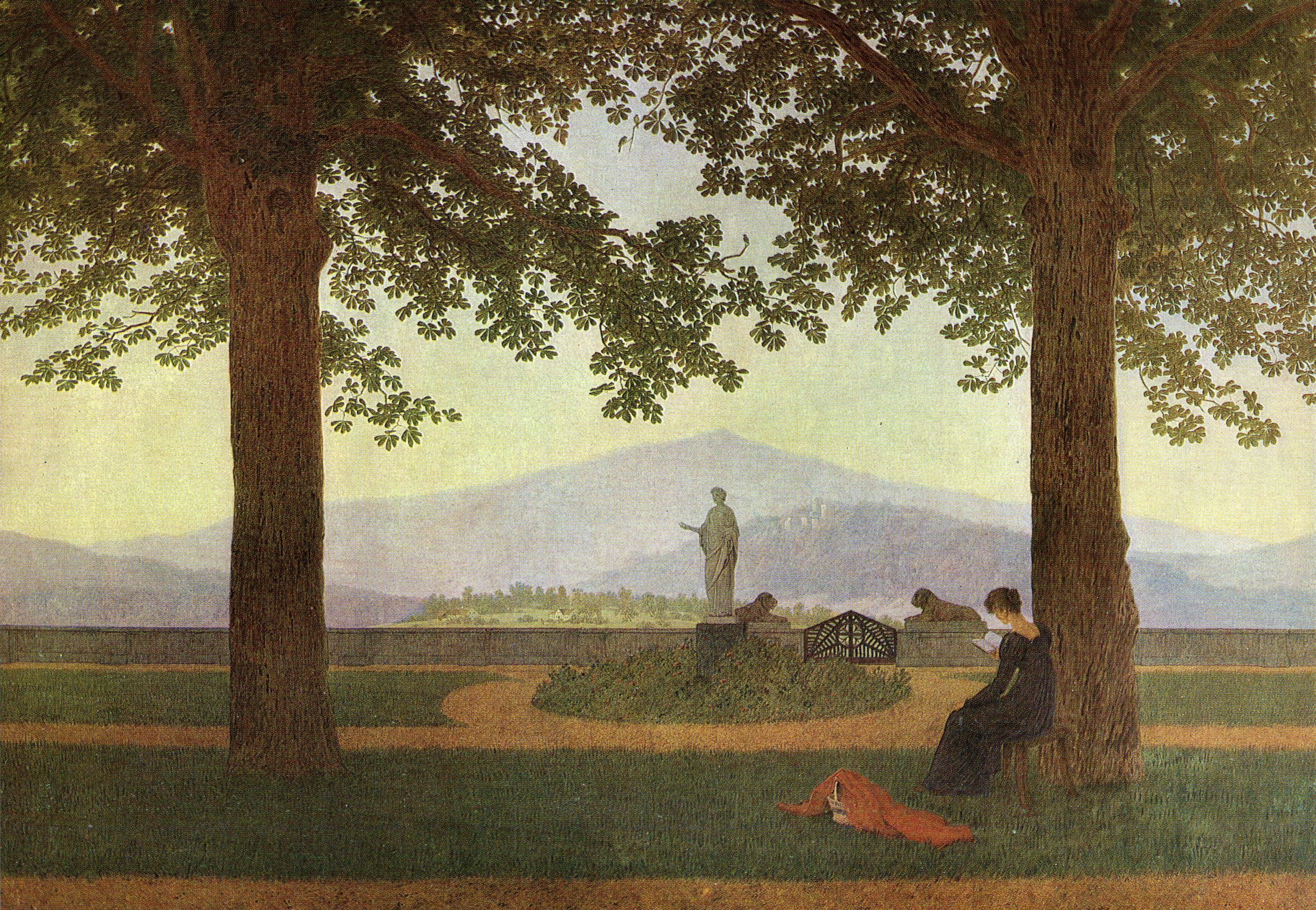
Caspar David Friedrich: Gartenterrasse, 1811 – Berlin, Schloss Charlottenhof

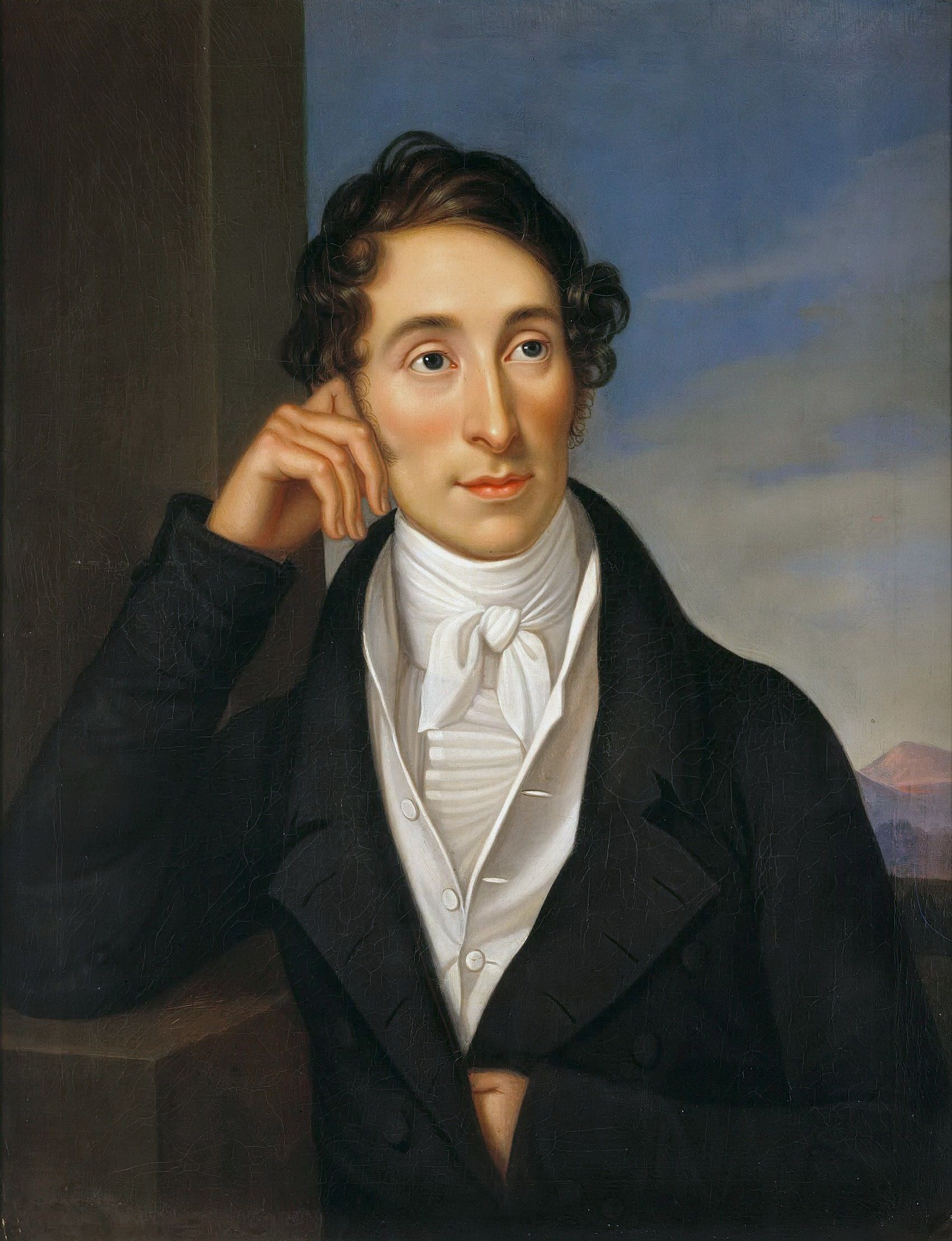
Caroline Bardua: Carl Maria von Weber, 1822 – Staatliche Museen zu Berlin

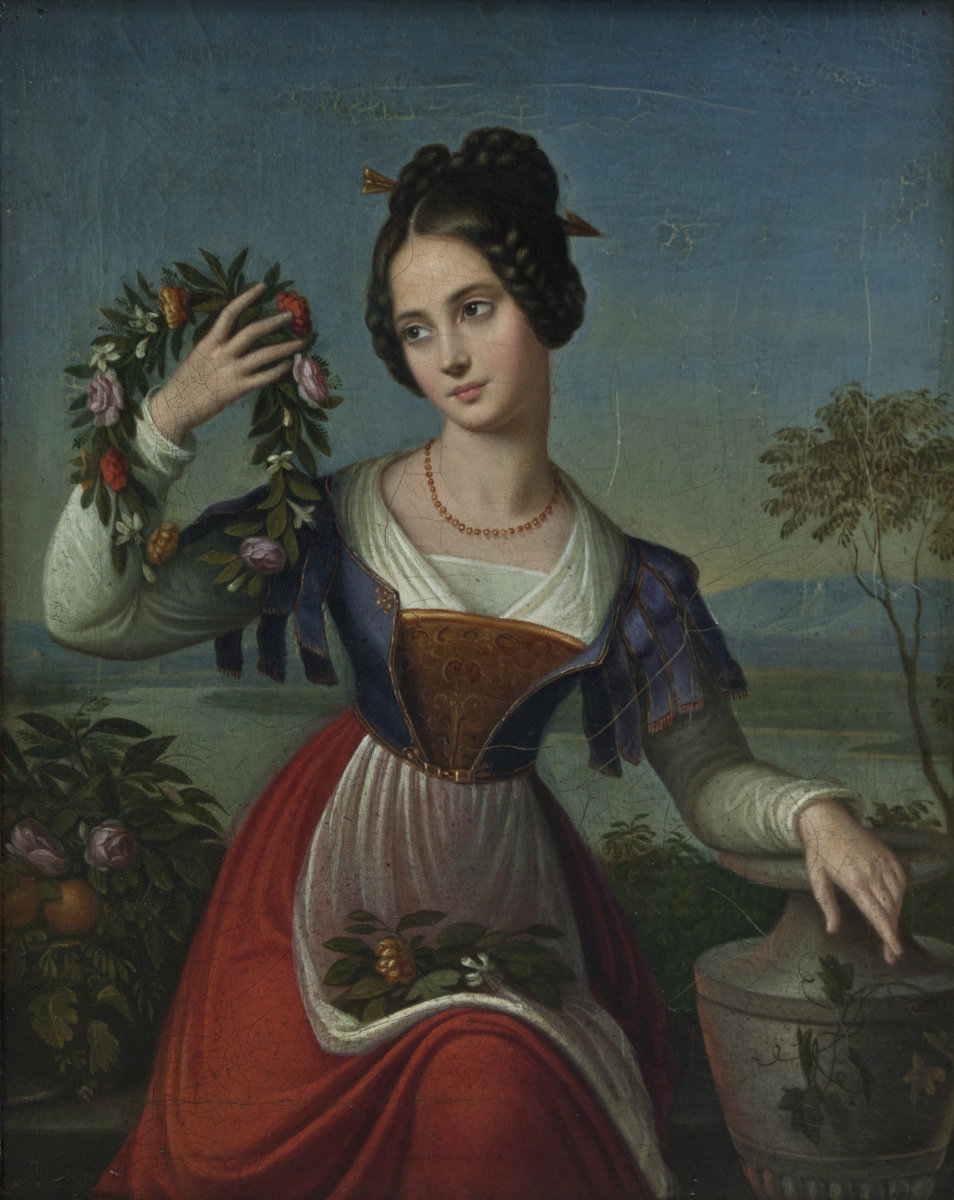
Caroline Bardua: Die Kranzwinderin, um 1838 – Anhaltische Gemäldegalerie Dessau

Caroline Bardua (* 11. November 1781 in Ballenstedt; † 2. Juni 1864 ebenda) war eine deutsche Malerin und Salonnière. Sie war eine der ersten bürgerlichen Frauen in der Kunst, die sich eine Existenz als freie bildende Künstlerin aufbauen konnten.

## Leben
Caroline Bardua wurde 1781 als Tochter des Johann Adam Bardua, Kammerdiener des Erbprinzen Alexius von Bernburg, und der Sophie Sabine Kirchner in Ballenstedt im Harz geboren.
Der erste Lehrer der Malerin wurde von 1805 bis 1807 der Maler Johann Heinrich Meyer in Weimar. Dort lernte sie auch Johann Wolfgang von Goethe kennen, dessen Porträt sie zeichnete. Sie blieb dem Dichter sein Leben lang verbunden. Auch mit Hilfe eines Empfehlungsschreibens von Goethe wurde Caroline Bardua gemeinsam mit Louise Seidler von 1808 bis 1811 eine Schülerin von Gerhard von Kügelgen in Dresden. Hier fertigte sie u. a. Kopien von Gemälden an. Sie machte die Bekanntschaft mit Anton Graff und Caspar David Friedrich. Der Eintritt in die Kunstakademie blieb Bardua verwehrt. Nach der Immatrikulation von Johanna Marianne Freystein 1801 und von Therese Richter 1802 nam die Akademie vorerst keine weiteren Künstlerinnen auf. Nach Ende der Ausbildung bei Kügelgen, die unsystematisch blieb, ging Caroline Bardua zusammen mit ihrer Schwester, der Sängerin Wilhelmine Bardua, auf Reisen nach Paris und Frankfurt am Main.
Im Jahr 1819 kamen beide Schwestern, die zeitlebens unverheiratet blieben, nach Berlin, wo sie einen Salon führten. Einer der Gäste war der Dichter August Friedrich Ernst Langbein. Caroline Barduas Werke waren in Berlin gefragt, was jedoch bald ins Gegenteil umschlug. Vor allem eine Ausstellung 1822, in der ihre Porträts der Prinzessin Alexandrine von Preußen, des Prinzen und anderer Familienmitglieder mit ähnlichen Porträts Friedrich Wilhelm von Schadows gemeinsam gezeigt wurden, führte zu einer starken Kritik an der Künstlerin, die im Gegensatz zu Schadow keine akademische Ausbildung genossen hatte.
Im Jahr 1827 mussten die beiden Schwestern aus finanziellen Gründen ihren Wohnsitz in Berlin aufgeben und begannen ein unstetes Wanderleben. Dieses führte sie häufig in kleinere Städte wie Heidelberg oder Krefeld, abseits einer etwaigen Konkurrenz. 1829 bis 1832 lebten sie in Frankfurt am Main, ab 1832 dann wieder in Berlin, wo sie ihren Salon erneut aufleben ließen, in dem neben Künstlern auch Gelehrte wie Friedrich Carl von Savigny und Leopold von Ranke verkehrten. 1852 übersiedelten sie nach Ballenstedt. Nach dem Tod Caroline Barduas 1864 verfasste Wilhelmine Bardua die Biografie ihrer Schwester. Sie starb ein Jahr nach ihr 1865. Das Jugendleben der Malerin Caroline Bardua erschien posthum 1874.

„Der Männer Selbstsucht bannte gern die Frauen

Nur in der Hausgeschäfte Kreis

Und vielen grünt (das, Freundin, im Vertrauen)

Auch bloß am Herd ihr Lorbeerreis.

Dich aber rief, beschenkt mit höhern Gaben,

Zur Staffelei der Musen Gunst,

Den Geist mit Geist zu fesseln und zu laben,

Gelingt dem Zauber deiner Kunst.“

## Werk

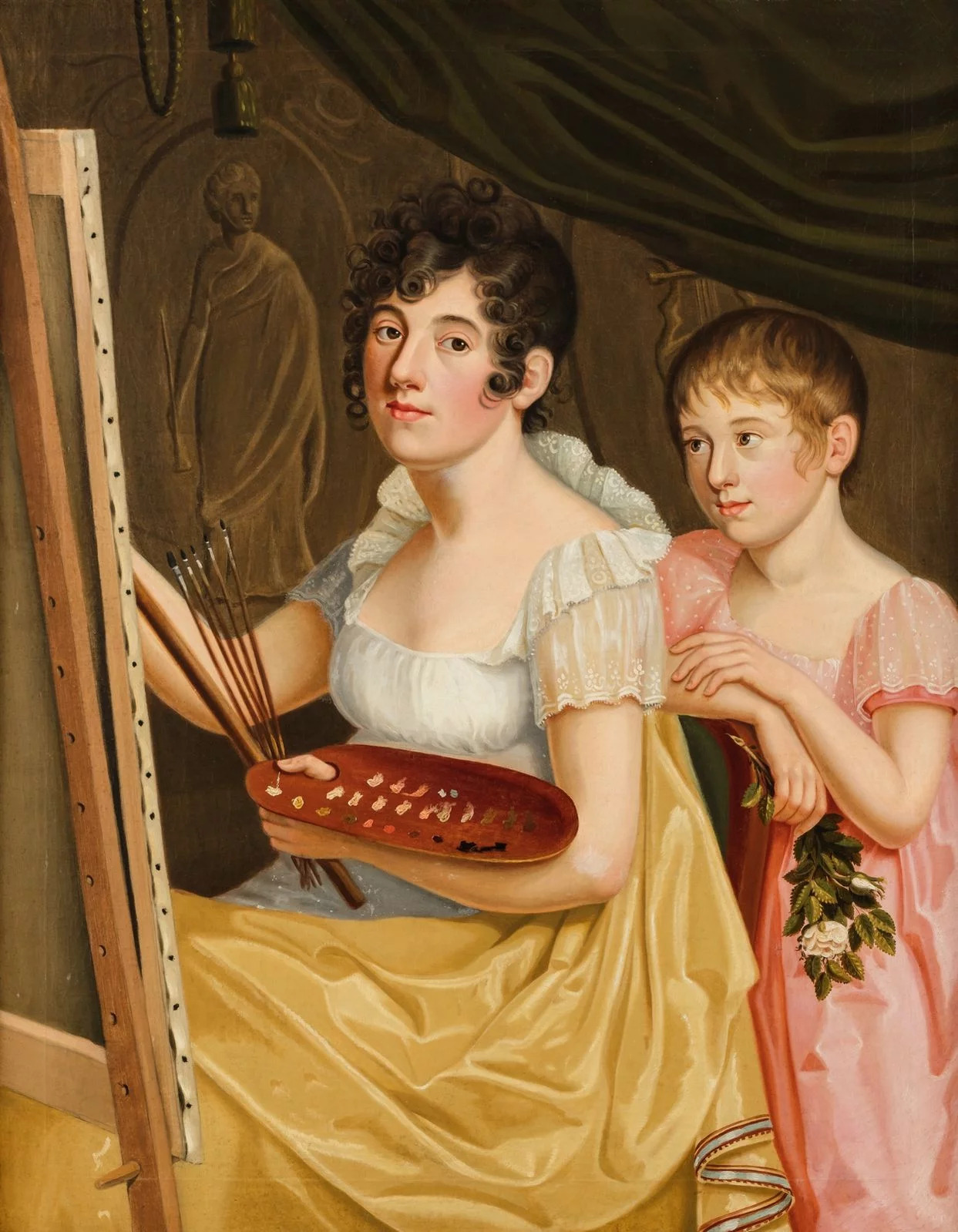
Caroline Bardua: Johanna und Adele Schopenhauer (Detail), 1806

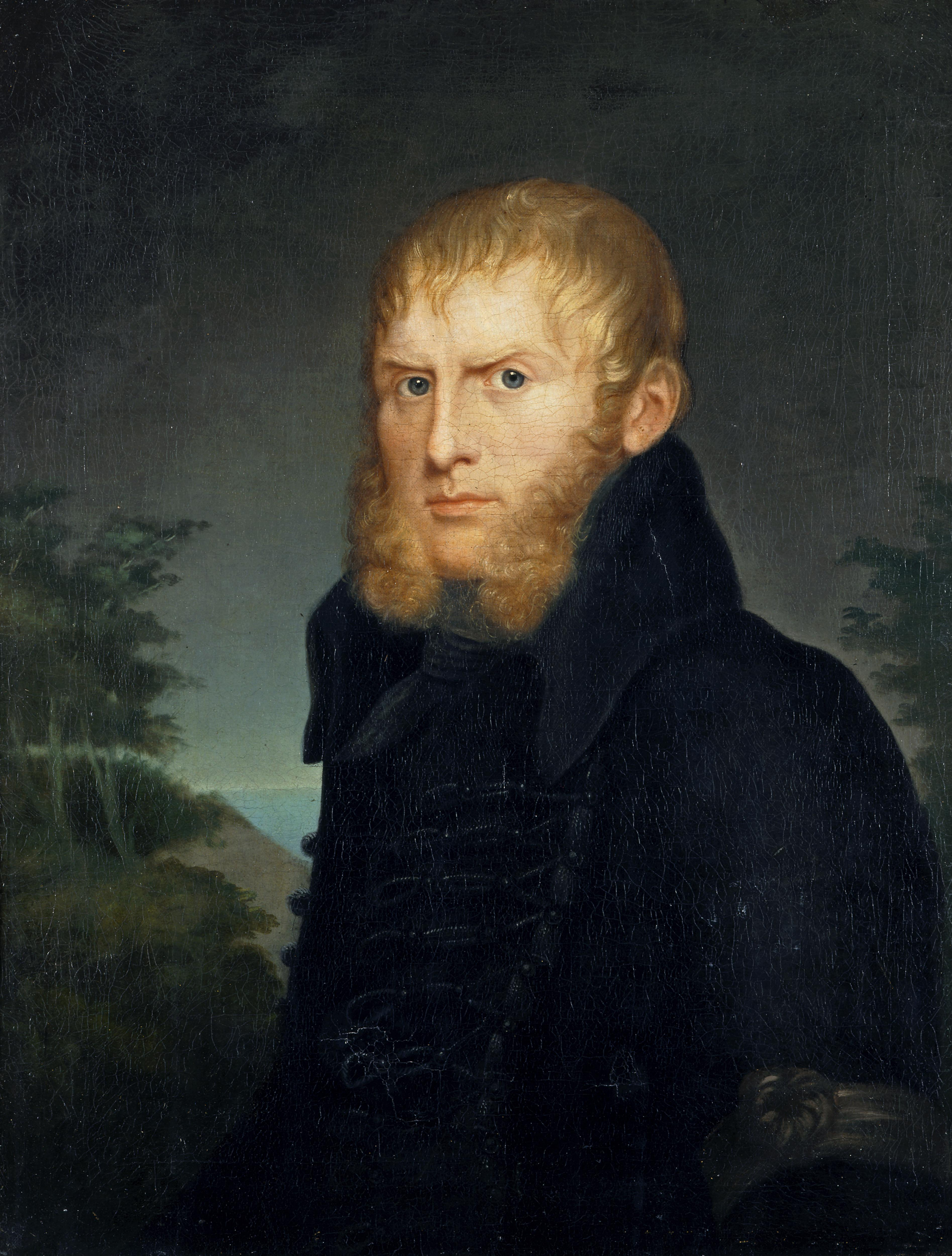
Caroline Bardua:
Caspar David Friedrich mit Trauerbinde, 1810

Caroline Bardua schuf hauptsächlich Porträts und fertigte Kopien von Gemälden an. Unter den Porträtierten befinden sich Persönlichkeiten wie Caspar David Friedrich, den sie u. a. kurz vor seinem Tod in Öl porträtierte, Julius Eduard Hitzig, Niccolò Paganini, Johann Wolfgang von Goethe, dessen Ehefrau Christiane von Goethe und Johanna Schopenhauer.
Für die Kaffeterzeitung entwarf sie Titelblätter. Im Freundeskreis trat sie außerdem als Szenenbildnerin in Erscheinung, so bei dem Stück Savigny und Themis, Text und gestohlene Musik von Johanna Mathieux, in Szene gesetzt von Caroline Bardua, welches die Kinder Bettina von Arnims anlässlich Friedrich Karl von Savignys Geburtstag 1838 aufführten.

„Für die Kunst hatte Karoline Bardua entschiedenen Beruf. An Ausdauer, Fleiß und Konzeptionsfähigkeit übertraf sie ihr Geschlecht und zeichnete sich aufs vorteilhafteste vor allen übrigen Schülerinnen meines Vaters aus, der sich ihrer daher auch mit besonderem Interesse angenommen hatte und sich ihrer Erfolge herzlich freute, solange er lebte.“

Es gibt kein Verzeichnis darüber, welche Personen Bardua porträtierte. Da sie ihre Bilder nur selten signierte, können zahlreiche ihr noch nicht zugeordnete Werke existieren.

## Ehrungen
Karl Wilhelm Salice-Contessa verfasste 1822 sein Gedicht An Caroline Bardua. In Dresden wurde die Caroline-Bardua-Straße nach der Künstlerin benannt. Ab 1839 erhielt Caroline Bardua von der Akademie der Bildenden Künste in Berlin eine jährliche Pension von 100 Talern und 1857 von Herzog Alexander Carl und Herzogin Friederike von Anhalt-Bernburg eine Medaille „Für Verdienst um Kunst und Wissenschaft an Caroline Bardua“.
In Ballenstedt wurde die Barduastraße nach den Schwestern benannt, am Geburtshaus in der Allee 37 und am Haus in der Allee 38, in dem die Schwestern ihren Lebensabend verbrachten, sind zudem Informationstafeln angebracht.